# Vena succlavia
La vena succlavia è un vaso sanguigno pari della regione della spalla, localizzato supero-antero-lateralmente all'apertura superiore della cavità toracica. Ognuna delle due vene succlavie ha un decorso ad arco, provenendo dall'arto superiore e seguendo, nel suo tratto terminale, la cupola pleurale. Origina come continuazione della vena ascellare e termina unendosi con la vena giugulare interna a formare la vena anonima. Drena quindi sia l'intero arto superiore, dalla spalla alla mano, sia, in parte, le porzioni superficiali di testa e collo tramite la sua tributaria di maggior calibro, la vena giugulare esterna.
La vena succlavia ha un diametro medio che, normalmente, misura appena meno di 1 cm. Questo tende a variare, tuttavia, in funzione della posizione del corpo, in particolar modo l'abduzione del braccio (con inarcamento della spalla) e/o l'inclinazione laterale del collo, che modificano il flusso di sangue nella vena (circa da 221 a 275 mL/min). I movimenti della spalla e del collo modificano più notevolmente, nell'ordine dei 2 mm) la distanza della vena dalla clavicola. Queste misurazioni trovano utilità nell'applicazione alla succlavia di un catetere venoso centrale con la massima precisione. La lunghezza della vena succlavia si aggira sui 3–4 cm.
Nei pressi della terminazione della vena succlavia sono generalmente presenti due valvole.

## Percorso e rapporti
La vena succlavia è la continuazione prossimale della vena ascellare. La sua origine è fissata convenzionalmente in due punti alternativi, per quanto vicini: il margine esterno della prima costa (come il passaggio da arteria succlavia ad ascellare) oppure la confluenza della vena cefalica con la vena ascellare stessa.
Scavalcando la prima costa mantiene il decorso ascendente obliquo in senso mediale del segmento ascellare. Caratteristico della vena succlavia rispetto all'omonima arteria e al plesso brachiale, che accompagna quest'ultima, è il passaggio anteriore (o superficiale) e non posteriore (o profondo) al muscolo scaleno anteriore. La vena succlavia imprime dunque un solco sulla prima costa anteriore sia a quello dell'arteria, sia al tubercolo dello scaleno. La vena resta comunque protetta dai muscoli grande e piccolo pettorale, nonché dal muscolo succlavio e dalla fascia clavipettorale. Superata la prima costa, la vena cambia direzione, disegnando un arco dietro alla clavicola e lateralmente al nervo frenico.
L'ultimo tratto della vena succlavia è discendente, sempre diretta medialmente, seguendo la forma della cupola pleurale, con cui contrae rapporto. Lungo tutta la sua lunghezza dà appoggio a linfonodi ascellari.

## Radici e tributarie
- Fissato come origine della vena succlavia il margine esterno della prima costa, l'unica sua vera radice è la vena ascellare, di cui la succlavia è considerata la continuazione[4][5]. Altrimenti la si considera originata dalla confluenza della vena ascellare stessa con la vena cefalica[3]. In entrambi i casi la vena succlavia risulta drenare l'intero arto superiore, sia nella rete venosa superficiale che nel circolo profondo: il drenaggio comprende pure le tributarie della vena ascellare della regione della spalla e della porzione laterale superficiale del torace[4].
- L'unica tributaria di calibro notevole che si osserva comunemente è la vena giugulare esterna, anche se capita spesso che anche la vena giugulare anteriore sbocchi nella succlavia[4]. La rete superficiale drenata da queste vene riguarda il collo e parte della testa, anche se la maggioranza del sangue venoso da lì defluisce nella vena giugulare interna.
- In secondo luogo, alla confluenza con la vena giugulare interna per formare la vena anonima, la vena succlavia accoglie tutta la linfa del corpo, in portali linfovenosi fortemente asimmetrici e variabili[4]. La vena giugulare sinistra riceve spesso il dotto toracico e i tronchi giugulare, succlavio e broncomediastinico abbastanza associati, mentre a destra le unioni sono molto incostanti e variabili, per cui è infrequente che i tre tronchi (in assenza del dotto toracico) convergano in un dotto linfatico destro[4].